# 조지 케이스 (야구인)
조지 워싱턴 케이스(George Washington Case, 1915년 11월 11일 ~ 1989년 1월 23일)은 미국의 전 프로 야구 선수이자 코치이다. 1930년대와 1940년대에 메이저 리그 베이스볼(MLB)에서 외야수로 활약했으며, 우투우타였다. 11시즌 동안 워싱턴 세네터스, 클리블랜드 인디언스에서 뛰었다. 통산 1226경기에 출전해 1415안타, 21홈런, 785득점, 377타점, 349도루를 기록했다.